# Рајски До
Рајски До је насељено мјесто у општини Трново, Република Српска, БиХ. Према попису становништва из 2013. у насељу је живјело 17 становника.

## Становништво
Према попису становништва из 1991. године, мјесто је имало 12 становника.